# Parascolopsis capitinis
Parascolopsis capitinis là một loài cá biển thuộc chi Parascolopsis trong họ Cá lượng. Loài cá này được mô tả lần đầu tiên vào năm 1996.

## Từ nguyên
Từ định danh capitinis được ghép bởi hai âm tiết trong tiếng Latinh: caput ("cái đầu") và inis (hậu tố tính từ), hàm ý đề cập đến đến phần đầu tương đối lớn của loài cá này.

## Phân bố và môi trường sống
P. capitinis ban đầu được ghi nhận tại Sri Lanka, sau đó được ghi nhận thêm từ Ấn Độ dựa trên 22 mẫu vật thu thập tại cảng Cochin. Những mẫu sau này được đánh bắt ở vùng nước sâu khoảng 50–80 m.

## Mô tả
Chiều dài cơ thể lớn nhất được ghi nhận ở P. capitinis là 23,2 cm. Cơ thể màu hồng tím, nhạt hơn ở gần bụng. Có một vệt hồng nhạt mờ hơn dọc giữa thân, từ dưới đường bên đến gốc vây đuôi. Vệt vàng nhạt trên mõm phía trước mắt. Nắp mang ánh vàng. Vây lưng, vây hậu môn và vây bụng hồng nhạt. Vây ngực suốt màu vàng trong, phần trên của gốc có đốm đen mờ. Nửa trên của vây đuôi màu vàng sẫm, nửa dưới đỏ hồng.
Số gai vây lưng: 10; Số tia vây lưng: 9; Số gai vây hậu môn: 3; Số tia vây hậu môn: 7; Số tia vây ngực: 14; Số gai vây bụng: 1; Số tia vây bụng: 5; Số vảy đường bên: 35–36.